# Молчанов, Эдуард Романович
Эдуард Романович Молчанов (1930—1975) — советский дизайнер и художник-иллюстратор.

## Биография
Родился в 1930 году в Барановске[уточнить] Средневолжского края (позже — Куйбышевской области) в семье служащих.
В 1932 году вся семья переехала в Хабаровск, где он окончил школу. В 1953 году Эдуард поехал в Москву, где закончил Московский автомеханический институт; работал в Центральном конструкторском бюро Министерства путей сообщения. В 1956 году был приглашён Юрием Ароновичем Долматовским в Научный автомоторный институт (НАМИ), в котором занимался художественным конструированием.
По его проектам были созданы многие советские автомобили, среди которых НАМИ-050 «Белка» (1957), спортивный автомобиль «КД» («Спорт-900») (1960), полноприводный автомобиль НАМИ-076 «Ермак» (1963), а также различные экспериментальные модели для «АЗЛК», «ЗИЛ», «УАЗ». Также Эдуард Молчанов принимал участие в проектировании прототипов для таких автозаводов, как «ЛуАЗ», «ЗАЗ», «МАЗ», «УралАЗ», «МоАЗ». В начале 1960-х годов работал вместе с другим талантливым дизайнером — Эриком Сабо — в Специальное художественно-конструкторское бюро (СХКБ).
В 1965 году он перешел на Московский вертолётный завод имени М. Л. Миля, где по 1975 год занимался дизайном гражданских и военных вертолётов.
Кроме этого Молчанов работал иллюстратором в советских журналах «Моделист-конструктор», «Техника-молодежи», «За рулем», иллюстрировал второе издание «Детской энциклопедии».  Интересно, что его приглашали работать за границу — в Италию на фирму Carrozzeria Ghia S.p.A.
Умер в 1975 году.